# Города, определённые указами правительства

Города, определённые указами правительства (яп. 政令指定都市 Сэйрэй ситэй тоси) — японские города с особым административно-правовым статусом, присвоенным указом Кабинета министров Японии в соответствии с Законом о местном самоуправлении. Органы самоуправления этих городов уполномочены принимать решения по некоторым вопросам, которые обычно решаются только на уровне префектуры, например в области городской системы образования, социального обеспечения, городского планирования и лицензирования предприятий малого бизнеса.
В свою очередь, города с этим статусом делятся на городские районы (яп. 区 ку), органы управления которых уполномочены решать некоторые вопросы административного уровня (например, в области регистрации, налога на недвижимость, медицинского страхования и т. п.).
По закону, города, определённые указами правительства, должны иметь как минимум 500 000 человек населения (до 2005 года городами, определёнными указами, становились только города-миллионники).
Токио считается столичной префектурой, и поэтому не претендует на статус города, определённого указом правительства.

## Список городов, определённых указами правительства
По состоянию на 1 апреля 2018 года в Японии находилось 20 городов, определённых указами правительства:
| Регион   | Префектура | Название   | Дата назначения | Население | Площадь, км² |
| -------- | ---------- | ---------- | --------------- | --------- | ------------ |
| Хоккайдо | Хоккайдо   | Саппоро    | 1 апреля 1972   | 1 933 787 | 1121,12      |
| Тохоку   | Мияги      | Сендай     | 1 апреля 1989   | 1 052 147 | 785,85       |
| Канто    | Сайтама    | Сайтама    | 1 апреля 2003   | 1 250 928 | 217,49       |
| Канто    | Тиба       | Тиба       | 1 апреля 1992   | 965 480   | 272,08       |
| Канто    | Канагава   | Иокогама   | 1 сентября 1956 | 3 709 686 | 437,38       |
| Канто    | Канагава   | Кавасаки   | 1 апреля 1972   | 1 459 796 | 142,70       |
| Канто    | Канагава   | Сагамихара | 1 апреля 2010   | 722 881   | 328,83       |
| Тюбу     | Ниигата    | Ниигата    | 1 апреля 2007   | 808 189   | 726,10       |
| Тюбу     | Сидзуока   | Сидзуока   | 1 апреля 2005   | 707 119   | 1411,82      |
| Тюбу     | Сидзуока   | Хамамацу   | 1 апреля 2007   | 791 458   | 1558,04      |
| Тюбу     | Айти       | Нагоя      | 1 сентября 1956 | 2 275 171 | 326,43       |
| Кинки    | Киото      | Киото      | 1 сентября 1956 | 1 464 890 | 827,83       |
| Кинки    | Осака      | Осака      | 1 сентября 1956 | 2 685 481 | 223,00       |
| Кинки    | Осака      | Сакаи      | 1 апреля 2006   | 840 037   | 149,99       |
| Кинки    | Хёго       | Кобе       | 1 сентября 1956 | 1 538 267 | 552,26       |
| Тюгоку   | Окаяма     | Окаяма     | 1 апреля 2009   | 714 128   | 789,92       |
| Тюгоку   | Хиросима   | Хиросима   | 1 апреля 1980   | 1 185 097 | 905,41       |
| Кюсю     | Фукуока    | Китакюсю   | 1 апреля 1963   | 963 598   | 488,78       |
| Кюсю     | Фукуока    | Фукуока    | 1 апреля 1972   | 1 517 650 | 341,70       |
| Кюсю     | Кумамото   | Кумамото   | 1 апреля 2012   | 740 080   | 389,54       |